# Eisenbahndirektion Magdeburg
Die Eisenbahndirektion Magdeburg war eine Eisenbahndirektion in Magdeburg, zunächst der Königlich Preußischen Staatseisenbahnen.

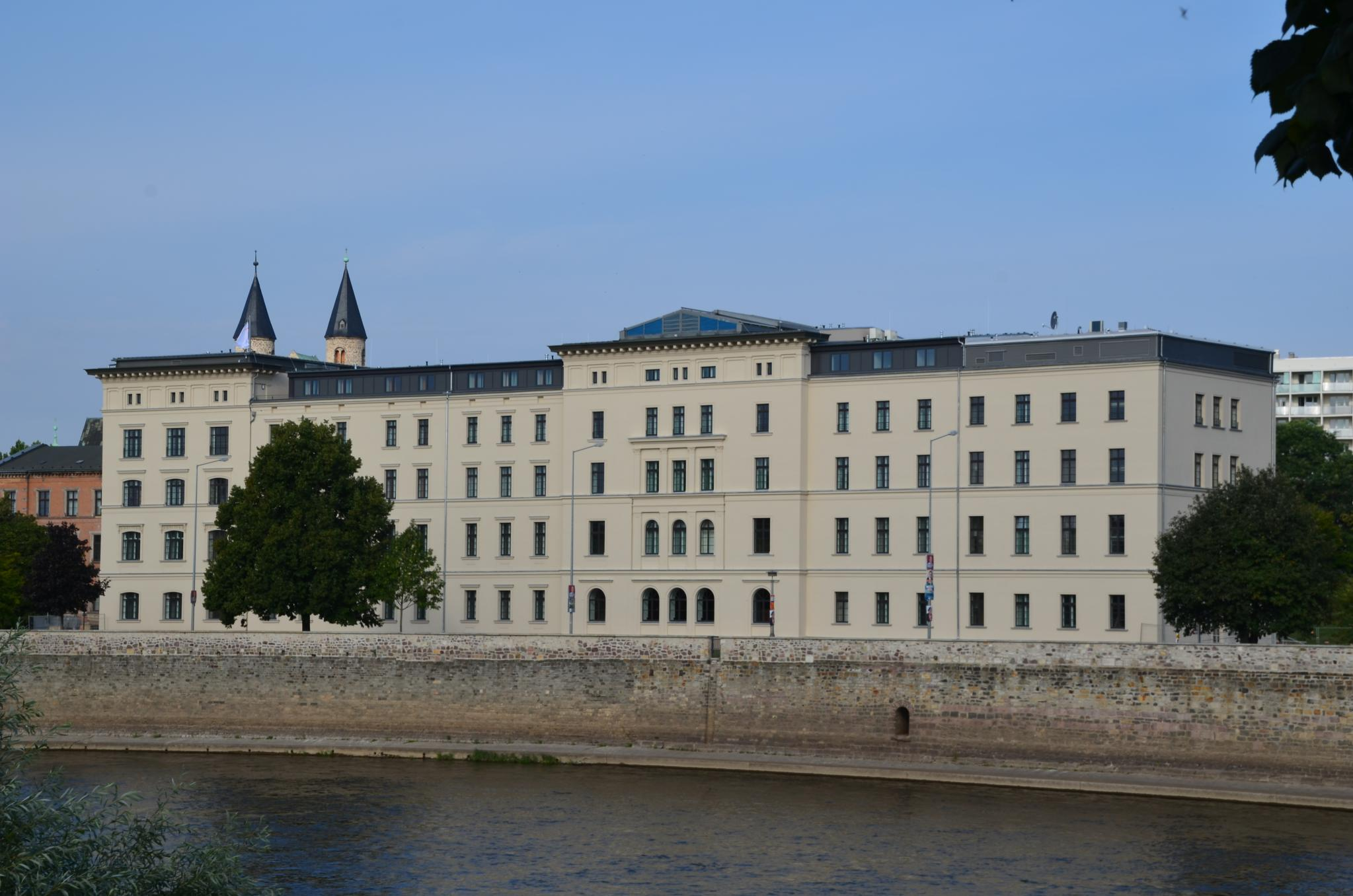
Dienstgebäude in Magdeburg

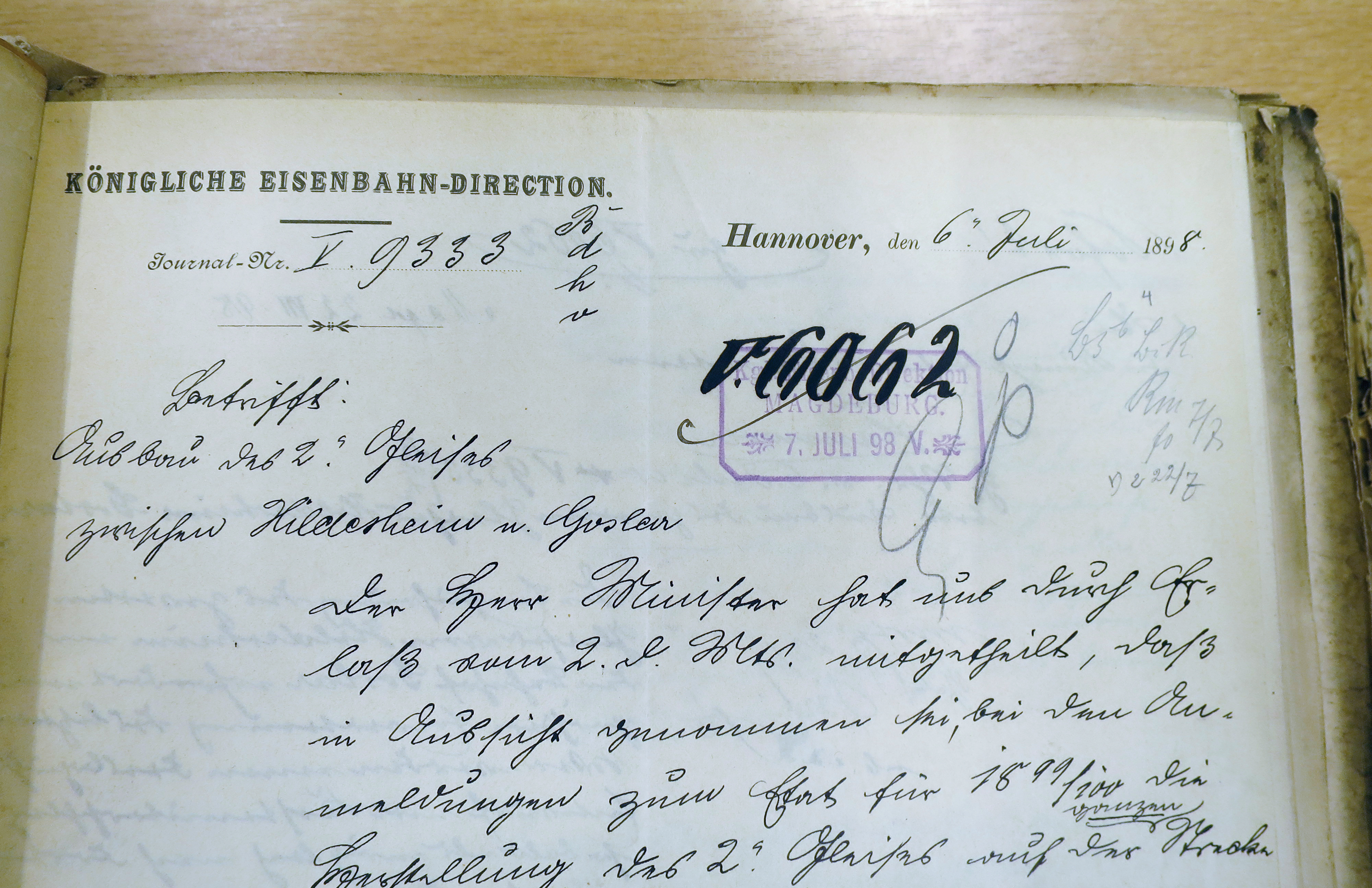
Briefbogen von 1898

## Geschichte
Die Königliche Eisenbahn-Direction zu Magdeburg war eine von elf Eisenbahndirektionen, die 1879 im Rahmen der Neuorganisation der preußischen Staatsbahn geschaffen wurden.
Als 1920 die preußische Staatsbahn in der Deutschen Reichsbahn aufging, erhielt die Direktion zunächst die Bezeichnung Eisenbahndirektion Magdeburg, ab 1922 die Bezeichnung Reichsbahndirektion Magdeburg. 1931 wurde die Direktion aufgelöst, ihre Strecken gingen überwiegend an die Reichsbahndirektion Halle über, einige auch an die Reichsbahndirektion Hannover und die Reichsbahndirektion Berlin sowie die Reichsbahndirektion Altona. 
Im August 1945 wurde auf Befehl der SMAD durch die Deutsche Reichsbahn in der Sowjetischen Besatzungszone eine neue Reichsbahndirektion Magdeburg gegründet. Diese wurde 1990 aufgelöst und ihr Gebiet der Reichsbahndirektion Halle zugewiesen.

## Überlieferung
Die Überlieferung der Eisenbahndirektion Magdeburg befindet sich in der Abteilung Dessau des Landesarchivs Sachsen-Anhalt. 